# Monopoly (canción)
«Monopoly» (estilizado en mayúsculas) es una canción de las cantantes estadounidenses Ariana Grande y Victoria Monét. Fue lanzada a través de Republic Records el 1 de abril de 2019. Fue escrita por Grande, Monét, Charles Anderson, Michael Foster y Tim Suby, y producida por este último junto a Social House. Un video musical fue lanzado el mismo día que la canción y cuenta con la dirección de Alfredo Flores y Ricky Alvarez.

## Antecedentes
«Monopoly» fue originalmente programada para ser lanzada el 28 de marzo de 2019, pero se retrasó hasta el 1 de abril de 2019 para celebrar la octava semana del sencillo «7 Rings» en el número uno de la lista Billboard Hot 100. Grande dijo que «Monopoly» habla sobre «la amistad, la libertad, proteger tu energía y mantenerte en tu zona». Esta canción fue incluida en versión deluxe japonesa de su quinto álbum Thank U, Next.

## Letra y composición
«Monopoly» es una canción de trap-pop, lo que llevó a la escritora Chloe Gilke de Uproxx a llamarla «sucesora espiritual» del sencillo «7 Rings» de Grande, el cual Monét también coescribió.
La parte de la letra «me gustan las mujeres y los hombres» obtuvo una gran atención; Monét salió del armario previamente como bisexual en noviembre de 2018, haciendo referencia al sencillo «Chanel» de Frank Ocean en 2017, que trata de su propia bisexualidad. Grande también canta «a pesar de que renunciamos a ese 90%», refiriéndose al hecho de que tuvo que renunciar al 90% de las regalías de «7 Rings» por Rodgers y Hammerstein debido a la interpolación de la melodía de «My Favorite Things» de The Sound of Music.

## Recepción crítica
Vulture elogió la canción y el video musical por ser un «bop bisexual muy pesado». El periódico LGBT en línea PinkNews acusó a Grande de queerbaiting por el hecho de cantar el mismo verso que Mónet: «Me gustan mujeres y hombres», destacando un tuit de un usuario de Twitter, en donde se habla sobre que Grande debería dejar de utilizar y jugar con la bisexualidad como si se tratase de una broma.

## Lista de canciones
- Descarga digital — Streaming

| N.º | Título     | Duración |  |
| 1.  | «Monopoly» | 2:39     |  |

## Posicionamiento en listas
| Lista (2019)                                | Mejor posición |
| ------------------------------------------- | -------------- |
| Alemania (Media Control AG)                 | 98             |
| Australia (ARIA)                            | 89             |
| Bélgica (Flandes) (Ultratip Bubbling Under) | 24             |
| Bélgica (Valonia) (Ultratip Bubbling Under) | 46             |
| Canadá (Canadian Hot 100)                   | 61             |
| Escocia (Scottish Singles Sales Chart)      | 21             |
| Estados Unidos (Billboard Hot 100)          | 69             |
| Grecia Digital Songs (Billboard)            | 1              |
| Hungría (Single Top 40)                     | 28             |
| Irlanda (IRMA)                              | 15             |
| Nueva Zelanda Hot Singles (RMNZ)            | 6              |
| Países Bajos (Mega Single Top 100)          | 76             |
| Reino Unido (UK Singles Chart)              | 23             |
| Suecia (Sverigetopplistan)                  | 53             |

## Certificaciones
| Región | Organismo certificador | Certificación | Ventas certificadas | Ref. |
| ------ | ---------------------- | ------------- | ------------------- | ---- |
| Canadá | MC                     | Oro           | 40 000              |      |

## Historial de lanzamiento
| Región | Fecha              | Formato                    | Discográfica     | Ref. |
| ------ | ------------------ | -------------------------- | ---------------- | ---- |
| Varios | 1 de abril de 2019 | Descarga digital Streaming | Republic Records |      |